# Tyrannochromis
Tyrannochromis é um género de peixe da família Cichlidae.
Este género contém as seguintes espécies:
- Tyrannochromis macrostoma
- Tyrannochromis nigriventer